# 高須藩
高須藩（たかすはん）は、江戸時代に美濃国石津郡高須（岐阜県海津市）付近を領有した藩。別名に高洲藩。藩庁は高須陣屋（初期は高須城）。一時期、駒野館（宝暦13年（1763年）- 安永7年（1778年））。江戸中期以降は名古屋藩の支藩であった。

## 概要
慶長5年（1600年）、関ヶ原の戦い後、高須城1万石の高木盛兼は西軍に与したため改易となる。代わって東軍方の美濃松ノ木城主徳永寿昌が高須城を攻め取った軍功により、5万673石で入封し、高須藩が立藩した。寿昌は慶長6年（1601年）から城郭の修築などに尽力し、藩政を確立した。第2代藩主昌重の時代には加増を受けて5万3000石となった。しかし、寛永5年（1628年）2月28日、大坂城石垣普請助役に任ぜられたが、任務遅滞を理由に改易となった。このため、高須藩は廃藩となって笠松代官の岡田善同が支配することとなる。
寛永17年（1640年）9月28日、下総関宿藩より小笠原貞信が2万2000石で入封した。貞信は城下の復興に尽力し、「高須日記」によると天和元年（1681年）には「繁昌の城と相成り、郷中堤樋共丈夫に相成り、万民安堵」とある。しかし水害の多さから藩政は困難となり、元禄4年（1691年）7月26日、越前勝山藩に転封となり、廃藩となる。その後、高須藩は幕府領を経て、笠松代官領となる。
信濃伊那郡・高井郡・水内郡内に3万石の所領を得て、高井藩を立藩していた名古屋藩第2代藩主徳川光友の次男松平義行は元禄13年（1700年）3月25日、所領の半分である1万5000石を高井郡・水内郡の領地と美濃国石津郡・海西郡内の領地とに交換された。よって高須に居所を定め、再度高須藩が成立し、以後尾張徳川家御連枝である四谷松平家（高須松平家）が領した。
名古屋藩主の子が立藩しており、宗家に嗣子が絶えたときこれを相続し、名古屋藩を輔弼する役割を果たすなど支藩として機能した。しかし、所領は幕府より与えられたものであった。第3代藩主の松平義淳は徳川宗勝として名古屋藩第8代藩主となり、第5代藩主の松平義柄も徳川治行として第9代藩主徳川宗睦の養子となった（相続前に早世）。また、第10代藩主松平義建には子が多く、次男は名古屋藩第14代藩主徳川慶勝、三男は石見浜田藩主松平武成、五男は高須藩第11代藩主から名古屋藩第15代藩主、さらに後には御三卿一橋家当主となった（名乗りも松平義比→徳川茂徳→徳川茂栄と変遷）。七男が会津藩主松平容保で、九男が桑名藩主松平定敬と幕末に活躍した藩主となった。十男の義勇は高須藩第13代藩主となっている。
藩政で特筆すべきことは、第4代藩主松平義敏が水害が起こることを考慮して、幕府に嘆願して駒野へ館を移し、第6代藩主松平義裕の時代に高須に戻したことくらいである。
明治2年（1869年）の版籍奉還で、最後の藩主であった松平義勇は高須藩知事に任じられる。明治3年（1870年）、名古屋藩に併合され廃藩となった。

## 歴代藩主

### 徳永家
外様 5万石 1600年 - 1628年
1. 徳永寿昌
2. 徳永昌重

### 小笠原家
譜代 2万2千石 1640年 - 1691年
1. 小笠原貞信

### 四谷松平家（高須松平家）
親藩・御連枝 3万石 1700年 - 1870年
1. 松平義行
2. 松平義孝
3. 松平義淳
4. 松平義敏
5. 松平義柄
6. 松平義裕
7. 松平勝当
8. 松平義居
9. 松平義和
10. 松平義建
11. 松平義比
12. 松平義端
13. 松平義勇
14. 松平義生

## 幕末の領地
- 美濃国
  - 海西郡のうち - 13村

鹿野村(1186石5斗4升6合0勺2才1撮)・鹿野一色村(155石6斗2升1合9勺9才4撮)・松之木村(1261石3斗1升3合9勺6才5撮)・神桐村(501石2斗6升1合9勺9才3撮)・福一色村(180石7斗3升5合0勺0才1撮)・草場村(467石3斗4升2合0勺1才0撮)・秋江村(697石1斗0升3合0勺2才7撮)・大和田村(606石1斗8升1合0勺3才0撮)・須脇村(312石3斗8升0合0勺0才5撮)・駒ヶ江村(498石9斗6升2合0勺0才6撮)・長瀬村(399石8斗0升0合9勺9才5撮)・立野村(364石4斗1升5合9勺8才5撮)・長久保村(435石6斗9升5合0勺0才7撮)
- - 石津郡のうち - 15村

万寿新田(35石1斗9升6合9勺9才9撮)・馬目村(671石6斗3升2合0勺1才9撮)・太田村(798石2斗3升9合9勺9才0撮)・山崎村(300石3斗6升8合0勺1才1撮)・上野河戸村(247石3斗6升9合9勺9才5撮)・西駒野村(629石6斗5升0合0勺2才4撮)・駒野新田(330石4斗2升1合9勺9才7撮)・東駒野村(1054石9斗5升8合0勺0才8撮)・西小島村(535石6斗5升6合9勺8才2撮)・東小島村(306石8斗9升4合9勺8才9撮)・萱野村(561石3斗9升8合9勺8才7撮)・札野村(843石7斗2升9合9勺8才0撮)・札野新田(332石3斗8升6合9勺9才3撮)・梶屋村(211石0斗3升1合0勺0才6撮)・高須村(1109石7斗1升2合0勺3才6撮)
- 信濃国
  - 伊那郡のうち - 42村

上新井村(748石4斗1升9合1勺8才7撮)・古町村(466石4斗2升0合9勺9才0撮)・伴野村(1021石2斗5升2合0勺1才4撮)・伊久間村(575石9斗1升1合0勺1才1撮)・虎岩村(1068石3斗7升5合0勺0才0撮)・柏原村(979石5斗9升1合0勺0才3撮)・知久平村(547石3斗4升9合9勺7才6撮)・中村(784石5斗1升7合0勺2才9撮)・久米村(622石0斗7升8合0勺0才3撮)・竹佐村(1072石3斗0升7合0勺0才7撮)・下川路村(1230石2斗1升4合9勺6才6撮)・下瀬村(132石6斗6升7合0勺0才7撮)・阿知村(204石3斗3升2合0勺0才1撮)・山田河内村(310石9斗3升4合9勺9才8撮)・親田村(325石5斗1升0合0勺1才0撮)・入野村(212石5斗6升1合99才6撮)・鎮西野村(58石8斗4升4合0勺0才2撮)・下新井村(162石5斗1升8合0勺0才5撮)・雲雀沢村(133石5斗5升2合9勺9才4撮)・粟野村(287石4斗0升3合99才2撮)・新木田村(123石9斗6升7合0勺0才3撮)・川田村(221石6斗4升9合0勺0才2撮)・神子野谷村(55石7斗5升6合0勺0才1撮)・中谷御供村(179石9斗2升1合00才5撮)・大森平石村(103石0斗1升8合9勺9才7撮)・大平大那木村(119石1斗5升8合9勺9才7撮)・深見村(212石6斗8升8合99才5撮)・千木村(59石2斗0升2合9勺9才9撮)・小野村(118石9斗4升5合9勺9才9撮)・平久大窪村(269石2斗9升0合0勺0才9撮)・和知野村(114石7斗0升0合9勺9才6撮)・浅野村(94石6斗1升2合0勺0才0撮)・鷲巣村(70石4斗7升1合0勺0才1撮)・門原村(209石1斗4升9合0勺0才2撮)・小中尾村(77石6斗7升2合9勺9才7撮)・田上吉田村(152石1斗4升3合9勺9才7撮)・井戸村(38石8斗1升7合0勺0才1撮)・早稲田村(168石8斗5升6合9勺9才5撮)・新野村(963石5斗2升0合0勺2才0撮)・伊豆木村(276石0斗6升9合0勺0才0撮)・山本村(171石2斗0升3合9勺9才5撮)・古城村(73石7斗3升6合0勺0才0撮)	

## 江戸屋敷
荒木町 (新宿区)にあった。